# Murs-et-Gélignieux
Murs-et-Gélignieux település Franciaországban, Ain megyében. Lakosainak száma 239 fő (2022. január 1.). Murs-et-Gélignieux Brégnier-Cordon, Izieu, Peyrieu, La Balme és Champagneux községekkel határos.

## Népesség
A település népességének változása:
| Lakosok száma | 127  | 121  | 188  | 241  | 250  | 256  | 252  | 246  | 244  | 239  |
|               | 1968 | 1982 | 1990 | 2006 | 2013 | 2015 | 2017 | 2019 | 2020 | 2022 |